# Katrin Schleenbecker
Katrin Schleenbecker (* 24. Januar 1977 in Lahn-Gießen) ist eine deutsche Politikerin (Bündnis 90/Die Grünen).

## Leben
Schleenbecker stammt von einem Nebenerwerbsbauernhof in Kinzenbach. Sie studierte Philosophie und Vergleichende Literatur- und Kulturwissenschaften in Gießen und Berlin, schloss die Studiengänge jedoch nicht ab. Während ihres Studiums arbeitete sie als studentische Hilfskraft. Von 2005 bis 2011 war sie als Assistenz beim Unternehmen Bio-Catering Safran in Hüttenberg tätig.
Schleenbecker ist verheiratet und hat zwei Kinder.

## Politik
Von 2011 bis 2017 leitete Schleenbecker das Regionalbüro des Bundestagsabgeordneten Tom Koenigs. 2011 wurde sie in die Gemeindevertretung von Heuchelheim gewählt. Dort übernahm sie 2016 den Fraktionsvorsitz von Bündnis 90/Die Grünen. Außerdem wurde sie 2016 wissenschaftliche Mitarbeiterin des Landtagsabgeordneten Marcus Bocklet. In demselben Jahr wurde sie in den Kreistag im Landkreis Gießen gewählt und in diesem Kommunalparlament stellvertretende Kreistagsvorsitzende. 2018 gab sie ihr Kreistagsmandat aus beruflichen Gründen ab.
Auf Platz 21 der Landesliste von Bündnis 90/Die Grünen wurde Schleenbecker bei der Landtagswahl in Hessen 2018 zur Abgeordneten des Hessischen Landtags gewählt. Bei der Landtagswahl in Hessen 2023 kandidierte sie ebenfalls auf Platz 21 der Landesliste und zog erneut in den Landtag ein. Sie ist Mitglied im Kulturpolitischen Ausschuss und stellvertretende Vorsitzende des Petitionsausschusses.